# White Australia Policy

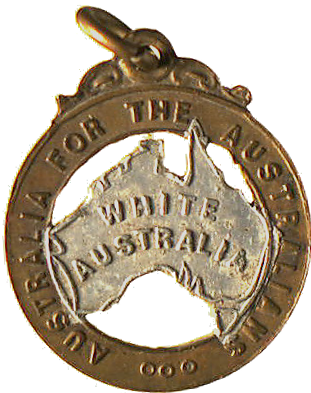
Die Plakette, die die Australian Natives Association aus Angst vor der sogenannten "gelben Gefahr" im Jahr 1910 herstellte

Als White Australia Policy oder White Australia (Politik des Weißen Australien oder Weißes Australien) wird eine australische Politik bezeichnet, die zum Ziel hatte, die Einwanderung von Nicht-Weißen nach Australien zu verhindern. Diese Politik wurde von 1901 bis ins Jahr 1973 in unterschiedlichem Ausmaß auf unterschiedliche ethnische Gruppen mehr als 70 Jahre lang auf gesetzlicher Grundlage betrieben.
Die White Australia Policy lässt sich in drei Phasen einteilen: Der Anfang dieser Politik liegt im Jahre 1851, als die australischen Goldfunde einen erheblichen Bevölkerungszuwachs unter Einbezug von Chinesen auslösten und durch den Sezessionskrieg in Amerika die dortige Baumwoll- und Zuckerrohrindustrie zusammenbrach, während diejenige in Queensland einen erheblichen Arbeitskräftebedarf erlebte, worauf zu diesem Zweck 62.000 Insulaner aus Melanesien rekrutiert wurden. Beide Entwicklungen beförderten Tendenzen einer rassistischen Politik, die sich verfestigte und ihren juristischen Abschluss in einem Gesetz Pacific Island Labourers Act von 1901 fand und zur bundesstaatlichen White Policy wurde.
Nach 1901 bis zum Ende des Zweiten Weltkriegs wurde die White Australia Policy fortgesetzt und mit unterschiedlichem Ziel und Umfang betrieben.
Nach dem Ende des Zweiten Weltkriegs setzte ein Umdenken ein, das vermutlich durch die Kriegserfahrungen und auch teilweise Beteiligung von Nicht-Europäern und nichteuropäischen Australiern im Krieg verursacht wurde. Die White Australia Policy wurde nach und nach aufgelöst und juristisch mit dem Racial Discrimination Act von 1975 beendet.

## Einwanderungen ab 1851
Die Sträflingskolonie Australien war seit ihrer Gründung keineswegs dafür eingerichtet oder vorbereitet, eine große Anzahl Menschen in eine Zivilgesellschaft zu integrieren. Nach der Ankunft der First Fleet geschahen zahlreiche Massaker an Aborigines und weiteres Unrecht. Und als ab dem Jahre 1851 die Bevölkerung innerhalb eines Jahrzehnts auf über eine Million anwuchs, waren Integrationsprobleme unterschiedlicher Bevölkerungsgruppen programmiert.

### Chinesen

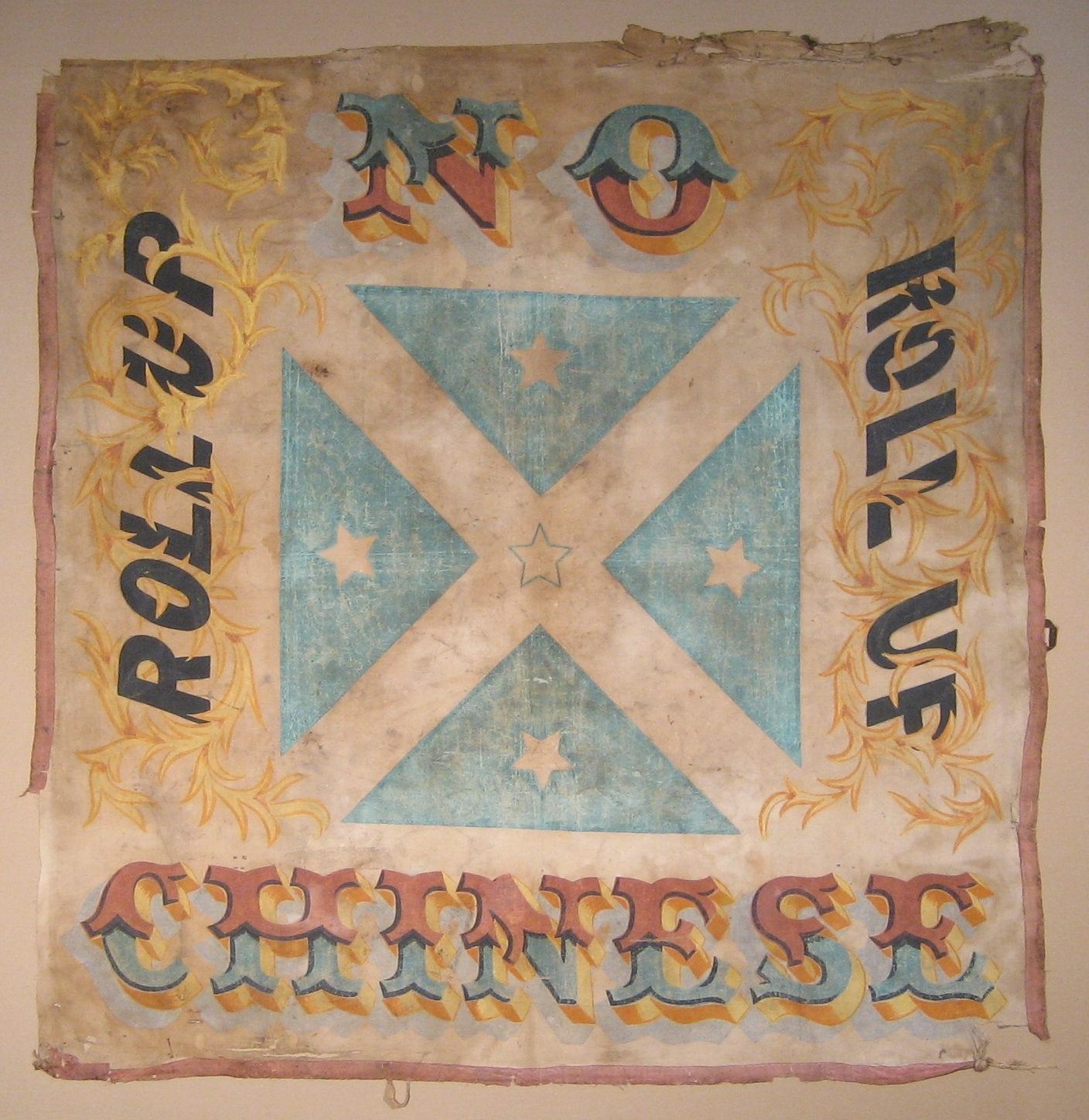
Das Banner „ROLL UP – ROLL UP – NO CHINESE“ (Verschwindet Chinesen!) gilt als das erste rassistische Symbol Australiens. Es wurde in den Lambing Flat Riots getragen.

Mit der Entdeckung der Goldfelder in Australien im Jahre 1851 und dem damit verbundenen Goldrausch stieg die Bevölkerung Australiens innerhalb eines Jahrzehnts erheblich an, und es kamen in einem Zeitraum von 20 Jahren etwa 40.000 Männer und 9.000 Frauen aus dem chinesischen Kanton in die Goldfelder.
Im Jahre 1861 befanden sich etwa 13.000 Chinesen in New South Wales und davon waren 12.200 auf den Goldfeldern. Zwischen den europäischen und chinesischen Goldsuchern gab es Konflikte und Auseinandersetzungen, vor allem den gewaltsamen Buckland Riot am Buckland River in Victoria am 4. Juli 1857 und den Lambing Flat Riot bei Lambing Flat (heute Young) in New South Wales am 14. Juni 1861. Als Reaktion darauf wurden 1857 in Victoria und 1861 in New South Wales Beschränkungen über die Einwanderung von Chinesen hinsichtlich ihrer Aufenthaltsdauer, Familien und Arbeitsaufnahme erlassen. Weitere antichinesische Auseinandersetzungen gab es am Turon River (1853), Meroo (1854), Rocky River (1856), in Tambaroora (1858), Kiandra und Nundle (1860 und 1861) sowie Tingha tin fields (1870).

### Melanesier
Von 1863 bis 1903, in einer Zeitdauer von 40 Jahren, wurden etwa 62.000 melanesische Insulaner als so genannte blackbirded-Arbeiter auf Schiffen nach Queensland transportiert und mussten drei Jahre auf Zuckerrohr- und Baumwollplantagen arbeiten. Das liberale Australien und Großbritannien einschließlich der Königin Victoria bezeichneten diese Rekrutierungsmaßnahmen zwar als Sklaverei, aber dies änderte nichts daran, dass das Blackbirding der Insulaner etwa 15 Jahre lang ab 1863 vor allem mit Täuschungen und Kidnapping von den pazifischen Inseln stattfand. Die Rekrutierung wurde bis 1901 betrieben. Führende Politiker von Queensland und New South Wales betonten, dass es für „Asiaten“ und „Farbige“ in Australien keine Zukunft geben würde.

### Frühe Arbeiterbewegung
In den 1870er und 1880er Jahren kam es zu ersten Protesten der australischen Arbeiterbewegung gegen ausländische Arbeiter, da sie für wesentlich geringere Löhne arbeiteten und Lohndruck auf die einheimischen Arbeiter erzeugten. Zu Beginn der 1890er Jahre entwickelte sich die erste australische Wirtschaftskrise. Im Schafscherer-Streik im Jahr 1891 legten die australischen Schafscherer die Arbeit nieder, wenn chinesische und andere nichtaustralische Schafscherer in der gleichen Schafszuchtstation zu niedrigeren Löhnen arbeiteten. Die australische Wirtschaftskrise zog Einkommensverluste der Arbeiter in verschiedenen Branchen nach sich, deshalb kam es zu zahlreichen Streiks wie dem Maritime-Streik (1890), dem Broken-Hill-Streik (1892) und dem Zweiten Schafscherer-Streik (1894), in denen teilweise Ausländer als Streikbrecher eingesetzt wurden.

## Von 1901 bis zum Zweiten Weltkrieg
Im Jahre 1901 wurde der Commonwealth of Australia gegründet, und die neue Bundesregierung erließ als eines ihrer ersten Gesetze den Pacific Island Labourers Act am 23. Dezember 1901, in dessen Folge von 1904 bis zum 31. Dezember 1906 etwa 7500 blackbirded-Insulaner in ihre Heimat deportiert wurden und lediglich 1600 in Queensland verbleiben konnten. Nach der Staatsgründung bildete sich im Jahre 1901 die nationalistische Protectionist Party, von der sich die Australian Labor Party eine soziale Politik versprach und sie in ihrer Regierungsbildung unterstützte. Die politische Unterstützung durch die Labourpartei ist aus den Streikerfahrungen der Arbeiterbewegung während der Wirtschaftskrise mit ausländischen Streikbrechern begründet. Andererseits gab es 1901 erste Unterstützungen auch für streikende Chinesen durch die „weiße Arbeiterbewegung“ Australiens.
Der latente Rassismus der frühen australischen Gesellschaft kam in einer der Reden des Premierministers Alfred Deakin, der einer der Verfechter der White Australia Policy war, folgendermaßen zum Ausdruck:

“It is not the bad qualities, but the good qualities of these alien races that make them so dangerous to us. It is their inexhaustible energy, their power of applying themselves to new tasks, their endurance and low standard of living that make them such competitors.”

„Es sind nicht die schlechten, sondern die guten Eigenschaften, die diese fremden Rassen so gefährlich für uns machen. Es ist deren außerordentliche Energie, die Kraft zu neuen Taten und der niedrige Lebensstandard, die sie zu ernsten Wettbewerbern macht.“

In einer Parlamentsdebatte sagte der australische Senator Clemens 1901 zu dem Thema:

“Will he be able to enter the Commonwealth because some Custom house official, who can only put something before him in English, French and German, will make the test, and the highly educated coloured man will be able to beat him? … We know that the people of Australia object to the black man whether he is highly educated or not. Even if he is the best linguist in the world we do not want him. I know that I do not. His racial disadvantages exist even if he is highly educated.”

„Wird er in der Lage sein, dem Commonwealth beizutreten, weil irgendein Beamter, der ihm nur etwas in Englisch, Französisch oder Deutsch vorsetzen kann, den Test machen kann und ein hochgebildeter farbiger Mann in der Lage ist, ihn zu besiegen?..Wir wissen, dass das australische Volk ihn dem schwarzen Mann vorziehen wird, ob dieser nun hochgebildet ist oder nicht. Selbst wenn er der beste Linguist der Welt ist, wir wollen ihn nicht. Ich weiß, dass ich ihn nicht will. Seine rassische Minderwertigkeit existiert, selbst wenn er hochgebildet ist“

1919 führte der national-konservative Premierminister Billy Hughes aus, dass die White Policy die beste Sache sei, die je in Australien ausgeführt wurde.
Um die Einwanderung zu begrenzen, führte die Bundesregierung ein 50-Worte-Diktat für Einwanderungswillige ein, zunächst in einer europäischen und später in einer beliebigen Sprache, und keine Person, die Schreibfehler beging, konnte einwandern.
Auf der Friedenskonferenz nach dem Ersten Weltkrieg im Jahre 1919 wollte Japan die Einwanderungsbeschränkungen der USA und Kanadas gegen ihre Bürger aufgehoben sehen, weil dies gegen ihr Ehrverständnis verstieß. Der Premierminister Billy Hughes trat dagegen entschieden als ein Vertreter der Politik des weißen Australiens auf und drohte, dass er die Konferenz verlassen würde, wenn sich Japans Vorstellung durchsetzen würde.
Der Politiker Stanley Bruce, ein Vertreter der Politik von White Australia der Nationalist Party of Australia, war 1925 wegen seiner antikommunistischen und antigewerkschaftlichen Politik und mit seinem Versuch, australische Exporte im britischen Commonwealth bevorzugt zu behandeln, 1925 in seiner Wahlkampagne zum Premierminister Australiens erfolgreich.
Von der Großen Depression im Jahre 1929 bis zum Ende des Zweiten Weltkriegs rückte die White Australia Policy aufgrund anderer politischer und militärischer Belange in den Hintergrund. Dennoch wurde sie nicht aufgegeben und dies brachte der Premierminister John Curtin von der Australian Labor Party zum Ausdruck:

“This country shall remain forever the home of the descendants of those people who came here in peace in order to establish in the South Seas an outpost of the British race.”

„Dieses Land wird für immer die Heimat für diejenigen sein, die in friedlicher Absicht in die Südsee kamen, um einen Außenposten der britischen Rasse zu bilden.“

Noch im Juli 1938 sagte der Vertreter Australiens auf der internationalen Konferenz von Évian, Thomas Walter White: „Da wir kein wirkliches Rassenproblem haben, sind wir nicht gewillt, uns eines zu importieren.“ Ein nicht namentlich genannter jüdischer Abgesandter ging im Anschluss an die Sitzung zu ihm und sagte, „wenn es die rassische Herkunft betrifft, haben Australier selbst wenig Grund, auf ihre eigenen Vorfahren stolz zu sein!!!“ Mit seiner Kritik verwies er auf die Entstehung des White Australia. 
Whites Aussage wurde in der australischen Gesellschaft kontrovers diskutiert. Seine Fürsprecher wollten an den bisherigen Regelungen festhalten, die nur „Europäer“, vor allem britische Staatsbürger, ins Land ließen. Vertriebene Jüdinnen und Juden galten hingegen als unerwünscht. Erst im Dezember 1938 erklärte sich die australische Regierung bereit 15.000 Einwanderer aufnehmen zu wollen. Diese sollten sogenannte Landungsgelder zahlen oder eine wirtschaftliche Existenz nachweisen. Daraufhin fanden etwa 7.000 Menschen jüdischer Herkunft Zuflucht in Australien.
Anfang 1945 beschrieb Richard Dixon, der 1948 Vorsitzender der Communist Party of Australia wurde, die in Australien praktizierte White Australia Policy als eine andere Version von Hitlers Rassentheorie, die sich in Australien gegen Inder, Chinesen und Indonesier richte, die im Zweiten Weltkrieg Verbündete Australiens waren.

## Nach dem Zweiten Weltkrieg

### Liberalisierung der Einwanderung
Nach dem Zweiten Weltkrieg öffnete sich die australische Politik nach und nach für Einwanderungen.
Während des Krieges ließen sich Malayen, Indonesier und Filipinos in Australien nieder, die teilweise australische Personen heirateten. Der Immigrationsminister Arthur Calwell wollte diesen Personenkreis deportieren und erntete für seine Überlegungen heftigen Protest.
Ein erster Schritt für die Öffnung war, dass der konservative Minister Harold Holt 800 Nicht-Europäern im Jahre 1949 einen weiteren Aufenthalt erlaubte und die Zuwanderung von „Kriegsbräuten“ mit den Kindern australischer Soldaten gestattete. Auch wurde den Australiern nach dem Ende des Zweiten Weltkrieges ihre Verwundbarkeit und ihre geringe Bevölkerungszahl deutlich, worauf die Losung Populate or Perish (Bevölkern oder untergehen) entstand.
Die Regierungen erlaubten nach und nach den andauernden Aufenthalt von Asiaten in Australien aus geschäftlichen Gründen, Studenten aus asiatischen Ländern konnten an australischen Universitäten studieren, nach einem 15-jährigen Aufenthalt bestand seit 1957 für nichteuropäische Ausländer die Möglichkeit, Bürger Australiens zu werden, mit dem Migration Act of 1958 wurde der rigide Schreibtest als Voraussetzung zur Einwanderung und auch nichteuropäischen Aktiengesellschaften die Börsenregistrierung und Niederlassung in Australien erleichtert.
Der Immigrationsminister Hubert Opperman gab im März 1966 bekannt, dass qualifizierte Einwanderer in Australien willkommen seien. Minister Harold Holt entschied, dass eine gewisse Anzahl von Nicht-Europäern nach fünf Jahren gemäß der Regelung bei den Europäern ein Aufenthaltsrecht erhalten können.
Die Anzahl der eingewanderten Nicht-Europäer entwickelte sich von 746 im Jahre 1966 auf 2696 im Jahr 1971. Im gleichen Zeitraum stieg die Einwanderungsquote der Europäer von 1498 auf 6054.

### Ende der White Australia Policy
Die White Australia Policy endete 1973, als Gough Whitlam von der Australian Labor Party eine Reihe von Gesetzen verabschiedete, die unter anderem eine Staatsbürgerschaft nach drei Jahren Aufenthalt in Australien ermöglichten, als sich Australien internationalen Vereinbarungen über die Einwanderung und gegen Rassendiskriminierung anschloss.
Bis 1978 kam eine Anzahl von Indern und Chinesen nach Australien, jedoch bildeten England und Neuseeland weiterhin die zwei größten Einwanderergruppen. 1981 vollzog Australien in einem humanitären Programm die Ansiedlung von Iranern und 1988 von 2500 Bahai. Ethnische sowie rassistische Diskriminierung war seit 1975 verboten und die australische Politik besann sich auf kulturelle Vielfalt, die eine offene Gesellschaft für eine gemeinsame Zukunft akzeptiert. (Englisch: „to build on our success as a culturally diverse, accepting and open society, united through a shared future“)
Der Führer der Opposition John Howard, der nicht gewählt wurde, aber später von 1995 bis 2007 Premierminister war, wollte die Einwanderung von Asiaten im Jahre 1988 beschränken, um damit Wählerstimmen zu gewinnen:

“I'm not in favour of going back to a White Australia policy. I do believe that if it is - in the eyes of some in the community - that it's too great, it would be in our immediate-term interest and supporting of social cohesion if it (Asian immigration) were slowed down a little, so the capacity of the community to absorb it was greater.”

„Ich will nicht zurück zur White Australia Policy. Ich glaube, dass wenn es – in den Augen einiger in der Gemeinschaft – zu viele sind, es in unserem unmittelbaren Interesse läge und den gesellschaftlichen Zusammenhalt verbesserte, wenn die Immigration von Asiaten etwas verlangsamt würde, so dass die Gemeinschaft sie besser absorbieren könnte.“

## Tendenzen
Die nationalistische Politikerin Pauline Hanson konnte mit einer Neuauflage der White Australia Policy mit ihrer Partei One Nation Party in der Wahl von 1998 25 Prozent der Wählerstimmen auf sich vereinen und eroberte in den Landeswahlen von Queensland elf Abgeordnetensitze. Durch diesen Wahlerfolg wurden Rassismus, Immigration und die White Australia Policy wieder zu Themen in den Massenmedien. Am 24. Mai 2007 gründete Hanson die „One Nation“-Partei. Bei der darauffolgenden Wiederwahl unterlag Hanson. Daraufhin wurde die Partei aufgrund interner Querelen und der alleinigen Ausrichtung auf das Thema Migration zu einer Kleinpartei. Neuerdings bekam Hanson mit ihrer Politik wieder Zuspruch bei den darauffolgenden Wahlen. In der Parlamentswahl 2016 wurde Hanson in Queensland mit drei weiteren Mitgliedern ihrer Partei in den Australischen Senat gewählt.
Die Howard-Regierung, die im Wahlkampf u. a. wieder den Einwanderungstest in englischer Sprache zum Wahlkampfthema machte, unterlag in der Bundeswahl 2007 gegen die Australian Labor Party.

## Bevölkerung
Nach einer Volkszählung im Jahre 2016 waren 36,1 % der Bevölkerung englischer, 33,5 % australischer, 11,0 % irischer, 9,3 % schottischer und 5,6 % chinesischer Abstammung. Personen mit italienischer, griechischer, vietnamesischer, deutscher oder arabischer Abstammung machen zum großen Teil den restlichen Anteil aus. 
In Australien befinden sich Personen aus 250 unterschiedlichen Herkunftsgebieten mit zahlreichen unterschiedlichen Religionen. Neben den zahlreichen Aboriginessprachen werden über 200 weitere Sprachen gesprochen. Neben der Hauptsprache Englisch, die die alleinige Muttersprache von fast 73 % der gesamten Bevölkerung ist, werden Italienisch, Griechisch und auch Kanton-Chinesisch, Mandarin-Chinesisch und Arabisch gesprochen.